# Canton de Maurepas
Le canton de Maurepas est une division administrative française, située dans le département des Yvelines et la région Île-de-France.
À la suite du redécoupage cantonal de 2014, les limites territoriales du canton sont remaniées. Le nombre de communes du canton passe de 4 à 16 : Maurepas, Châteaufort, Chevreuse, Choisel, Coignières, Dampierre-en-Yvelines, Le Mesnil-Saint-Denis, Lévis-Saint-Nom, Magny-les-Hameaux, Milon-la-Chapelle, Saint-Forget, Saint-Lambert, Saint-Rémy-lès-Chevreuse, Senlisse, Toussus-le-Noble, Voisins-le-Bretonneux.

## Représentation

### Représentation avant 2015
| Période | Période | Identité        | Étiquette | Qualité |
| ------- | ------- | --------------- | --------- | --- |
| 1976    | 1982    | Michel Miserey  | PCF       | Instituteur Maire de Maurepas (1977-1983)                                                                           |
| 1982    | 1994    | Georges Mougeot | PS        | Maire de Maurepas (1989-2014) Président de l'établissement public de la ville nouvelle de Saint-Quentin-en-Yvelines |
| 1994    | 2008    | Henri Pailleux  | app. RPR  | Spécialiste de la sûreté nucléaire Maire de Coignières (1986-avril 2015)                                            |
| 2008    | 2015    | Ismaïla Wane    | PS        | Ingénieur à Coignières                                                                                              |

#### Résultats des élections de mars 2008
Lors du premier tour de l'élection cantonale du 9 mars 2008, 7 candidats étaient en lice. Pour l'ensemble du canton les résultats sont les suivants: 
- Gérald Favier (DVD) : 26,94 %
- Ismaila Wane  (PS) : 21,10 %
- Henri Pailleux (UMP) : 20,82 %
- Michel Haye (DVD) : 10,00 %
- Bernard Choquier (VEC) : 8,75 %
- Alain Hajjaj (COM) : 7,88 %
- Guillaume Chometon (FN) : 4,49 %

Lors du deuxième tour du 16 mars 2008 Ismaïla Wane (PS) est élu avec 40,27 % des voix.

### Représentation à partir de 2015
| Période élective | Période élective | Mandat | Mandat   | Identité          | Nuance | Nuance | Qualité |
| ---------------- | ---------------- | ------ | -------- | ----------------- | ------ | ------ | --- |
| 2015             | 2021             | 2015   | 2021     | Alexandra Rosetti |        | UDI    | Professeur certifié d’anglais Maire de Voisins-le-Bretonneux |
| 2015             | 2021             | 2015   | 2021     | Yves Vandewalle   |        | LR     | Ancien professeur Conseiller auprès du directeur de l’Institut des Hautes Etudes de Défense Nationale (IHEDN) Ancien conseiller général du Canton de Chevreuse (1999-2015) Maire de Lévis-Saint-Nom de 1989 à 2008 |
| 2021             | 2028             | 2021   | en cours | Grégory Garestier |        | DVD    | Fonctionnaire Maire de Maurepas |
| 2021             | 2028             | 2021   | en cours | Alexandra Rosetti |        | UDI    | Conseillère sortante |

### Résultats détaillés

#### Élections de mars 2015
À l'issue du 1er tour des élections départementales de 2015, deux binômes sont en ballottage : Alexandra Rosetti et Yves Vandewalle (Union de la Droite, 41,12 %) et Christine Mercier et Ismaïla Wane (PS, 22,27 %). Le taux de participation est de 48,21 % (26 112 votants sur 54 162 inscrits) contre 45,34 % au niveau départemental et 50,17 % au niveau national.
Au second tour, Alexandra Rosetti et Yves Vandewalle (Union de la Droite) sont élus avec 62,64 % des suffrages exprimés et un taux de participation de 45,03 % (14 218 voix pour 24 389 votants et 54 161 inscrits).

#### Élections de juin 2021
Le premier tour des élections départementales de 2021 est marqué par un très faible taux de participation (33,26 % au niveau national). Dans le canton de Maurepas, ce taux de participation est de 37,19 % (19 806 votants sur 53 261 inscrits) contre 33,61 % au niveau départemental. À l'issue de ce premier tour, deux binômes sont en ballottage : Grégory Garestier et Alexandra Rosetti (Union au centre et à droite, 50,43 %) et Tristan Jacques et Béatrice Pierrat (DVG, 35,62 %).
Le second tour des élections est marqué une nouvelle fois par une abstention massive équivalente au premier tour. Les taux de participation sont de 34,36 % au niveau national, 35,23 % dans le département et 38,92 % dans le canton de Maurepas. Grégory Garestier et Alexandra Rosetti (Union au centre et à droite) sont élus avec 61,6 % des suffrages exprimés (12 231 voix pour 20 737 votants et 53 276 inscrits),,.

## Composition

### Composition avant 2015
Le canton regroupait quatre communes.
| Nom                  | Code Insee | Codepostal | Superficie (km2) | Population (dernière pop. légale) | Densité (hab./km2) |
| -------------------- | ---------- | ---------- | ---------------- | --------------------------------- | ------------------ |
| Maurepas (chef-lieu) | 78383      | 78310      | 8,32             | 18 907 (2012)                     | 2 272              |
| Coignières           | 78168      | 78310      | 8,27             | 4 476 (2011)                      | 541                |
| Élancourt            | 78208      | 78990      | 8,51             | 26 488 (2012)                     | 3 113              |
| La Verrière          | 78644      | 78320      | 1,77             | 5 962 (2012)                      | 3 368              |

### Composition à partir de 2015
Le canton comprend désormais seize communes entières.
| Nom                              | Code Insee | Intercommunalité                   | Superficie (km2) | Population (dernière pop. légale) | Densité (hab./km2) | Modifier                                    |
| -------------------------------- | ---------- | ---------------------------------- | ---------------- | --------------------------------- | ------------------ | ------------------------------------------- |
| Maurepas (bureau centralisateur) | 78383      | CA Saint-Quentin-en-Yvelines       | 8,32             | 19 960 (2022)                     | 2 399              | modifier les données · modifier les données |
| Châteaufort                      | 78143      | CA Versailles Grand Parc           | 4,88             | 1 540 (2022)                      | 316                | modifier les données · modifier les données |
| Chevreuse                        | 78160      | CC de la Haute Vallée de Chevreuse | 13,42            | 5 531 (2022)                      | 412                | modifier les données · modifier les données |
| Choisel                          | 78162      | CC de la Haute Vallée de Chevreuse | 8,73             | 537 (2022)                        | 62                 | modifier les données · modifier les données |
| Coignières                       | 78168      | CA Saint-Quentin-en-Yvelines       | 8,27             | 4 385 (2022)                      | 530                | modifier les données · modifier les données |
| Dampierre-en-Yvelines            | 78193      | CC de la Haute Vallée de Chevreuse | 11,17            | 1 003 (2022)                      | 90                 | modifier les données · modifier les données |
| Lévis-Saint-Nom                  | 78334      | CC de la Haute Vallée de Chevreuse | 8,25             | 1 610 (2022)                      | 195                | modifier les données · modifier les données |
| Magny-les-Hameaux                | 78356      | CA Saint-Quentin-en-Yvelines       | 16,64            | 9 353 (2022)                      | 562                | modifier les données · modifier les données |
| Le Mesnil-Saint-Denis            | 78397      | CC de la Haute Vallée de Chevreuse | 8,95             | 7 103 (2022)                      | 794                | modifier les données · modifier les données |
| Milon-la-Chapelle                | 78406      | CC de la Haute Vallée de Chevreuse | 3,06             | 292 (2022)                        | 95                 | modifier les données · modifier les données |
| Saint-Forget                     | 78548      | CC de la Haute Vallée de Chevreuse | 6,00             | 445 (2022)                        | 74                 | modifier les données · modifier les données |
| Saint-Lambert                    | 78561      | CC de la Haute Vallée de Chevreuse | 6,61             | 448 (2022)                        | 68                 | modifier les données · modifier les données |
| Saint-Rémy-lès-Chevreuse         | 78575      | CC de la Haute Vallée de Chevreuse | 9,65             | 7 747 (2022)                      | 803                | modifier les données · modifier les données |
| Senlisse                         | 78590      | CC de la Haute Vallée de Chevreuse | 7,90             | 509 (2022)                        | 64                 | modifier les données · modifier les données |
| Toussus-le-Noble                 | 78620      | CA Versailles Grand Parc           | 4,02             | 1 176 (2022)                      | 293                | modifier les données · modifier les données |
| Voisins-le-Bretonneux            | 78688      | CA Saint-Quentin-en-Yvelines       | 2,38             | 10 740 (2022)                     | 4 513              | modifier les données · modifier les données |
| Canton de Maurepas               | 7809       |                                    | 128,25           | 72 379 (2022)                     | 564                | modifier les données                        |

## Démographie

### Démographie avant 2015
| 1962  | 1968  | 1975   | 1982   | 1990   | 1999   | 2006   | 2011   | 2012   |
| ----- | ----- | ------ | ------ | ------ | ------ | ------ | ------ | ------ |
| 3 207 | 6 507 | 32 224 | 49 353 | 52 646 | 56 525 | 56 739 | 55 717 | 55 741 |

### Démographie depuis 2015
En 2022, le canton comptait 72 379 habitants, en évolution de +1,57 % par rapport à 2016 (Yvelines : +2,72 %, France hors Mayotte : +2,11 %).
| 2013   | 2018   | 2022   |
| ------ | ------ | ------ |
| 71 282 | 70 365 | 72 379 |